# Osaka Mayor's Cup
Osaka Mayor's Cup er en japansk tennisturnering der årligt bliver afholdt i Osaka. Siden etableringen i 1993 har den været én af fem Grade A-turneringer på ITF World Tennis Tour Juniors. Der konkurreres i drenge- og pigesingle, samt drenge- og pigedouble.
Fra starten hed turneringen The World Super Junior Championships, og fik det nuværende i 2001. De første tre år spillede man hos Ebara Shonan Sports Center i Fijisawa, inden turneringen i 1996 rykkede til Utsubo Tennis Centre i Osaka.

## Danske finalister
Drengesingle
- Kristian Pless, vinder i 1998 og 1999

Pigesingle
- Caroline Wozniacki, vinder i 2004 og 2006[1]
- Clara Tauson, vinder i 2018[2]

Drengedouble
- Simon Friis Søndergaard, vinder i 2013[3]

Pigedouble
- Caroline Wozniacki, vinder i 2006[1]
- Mai Grage, tabt finale i 2009[4]

## Trivia
Caroline Wozniackis sidste kamp i en juniorturnering, var hendes finalesejr i Osaka i 2006.